# Granitas Kaunas
Der Handball Club Granitas-Karys Kaunas ist ein litauischer Handballverein aus Kaunas. Die Männermannschaft gewann zwischen 1989 und 2009 siebzehnmal die litauische Meisterschaft. Zudem wurde man elfmal Pokalsieger. Als bisher einzige Handballmannschaft aus Litauen gewann Kaunas mit dem IHF-Pokal 1986/87 einen Europapokal. Die sowjetische Handballmeisterschaft gewann der Verein als Atletas Kaunas 1963 zum einzigen Mal. Hinzu kommen zwei zweite Plätze 1981 und 1985 sowie vier dritte Plätze.

## Bekannte Persönlichkeiten
Bekanntester ehemaliger Spieler von Granitas ist der Weltmeister von 1982 und Olympiasieger von 1988 Valdemaras Novickis, der von 1993 bis 2019 auch Trainer der Mannschaft war. Weitere ehemalige Spieler sind Gintaras Savukynas, Aidenas Malašinskas, Vytautas Žiūra, Gerdas Babarskas, Povilas Babarskas, Almantas Savonis, Robertas Paužuolis, Gintautas Vilaniškis, Andrius Račkauskas, Arūnas Vaškevičius, Vigindas Petkevičius, Romas Magelinskas und Andrius Stelmokas.
Den IHF-Pokal 1987 gewannen die beiden Trainer Antanas Skarbalius und Modestas Prakapas sowie die Spieler Valdemaras Novickis, Raimondas Valuckas, Gediminas Mikulėnas, Stasys Vasiliauskas, Romas Dumbliauskas, Algis Mockeliūnas, Eugeninus Miknius, Valius Babarskas, Vytautas Milašiūnas, Jonas Kaučikas, Remigijus Cikanauskas, Pranas Vaitonis, Tautrimas Tautkevičius, Laisvydas Jankevičius, Arnoldas Čepulis, Michailas Juska, Algis Mikučionis, Kastytis Čebatorius und Robertas Narkus.
Trainiert wird die Mannschaft in der Saison 2022/23 von Audrius Bitkauskas, Arminas Petrauskas und Vaidotas Grosas.